# ブラック・ウォーター (映画)
『ブラック・ウォーター』（原題：Black Water）は、2008年のオーストラリア映画。2003年に実際に起こった事件を基にした実話の動物パニック作品であり、撮影には本物のクロコダイルが使われた。
2020年にはアンドリュー・トラウキによって、続編(話の繋がりはない)のブラック・クローラー(原題:Black Water:Abyss)が公開された。

## あらすじ
オーストラリア北部へ旅行に来たリーと姉のグレースとその恋人のアダムは、ガイドと共にマングローブが生き茂る沼地へと入り込む。そこで釣りをしていると突如ボートが何かにぶつかって転覆する。一同がそこで目撃したのは、巨大なクロコダイルであった。

## キャスト
役名、俳優、日本語吹替。
- グレース - ダイアナ・グレン（日野由利加）

終盤で襲撃されて、一命はとりとどめるが、衰弱してしまい死亡する。
- リー - メイヴ・ダーモディ（弓場沙織）

グレースの妹。22歳。事件に巻き込まれた人間の中で唯一生存する。
- アダム - アンディ・ロドレーダ（小山力也）

物語中盤で襲撃され、命を落とす。
- ジム - ベン・オクセンボールド
- パット - フィオナ・プレス（瀬尾恵子）
- その他の日本語吹替 - 古宮吾一、岡哲也

## スタッフ
- 監督：アンドリュー・トラウキ、デヴィッド・ネルリッヒ
- 衣装：ジャスティン・シーモア
- プロダクションデザイン：アーロン・クローザース
- ヘアー・スタイリスト：キャサリン・ビッグス
- メイクアップ・デザイナー：シェルダン・ウェイド